# Église du Sacré-Cœur de Georgetown
L’église du Sacré-Cœur de Georgetown (en anglais : Sacred Heart Church) est une église catholique placée sous le vocable du Sacré-Cœur et sise à Georgetown.

## Localisation et accès
L’église du Sacré-Cœur, située à Georgetown, est bordée par Main street,,.

## Historique
En 1858, un an après l’arrivée des jésuites en Guyane britannique, Mgr James Etheridge constate que l'église catholique existante ne peut servir tous les immigrants portugais présents sur le territoire. Il est alors jugé nécessaire de construire une église pour permettre aux « Portugais, qui constituent le corps principal de notre église catholique, ne doivent et ne peuvent être maintenus à l'église et à leurs devoirs quotidiens que par des cérémonies et des pratiques semblables à celles auxquelles ils ont été habitués à Madère » à savoir le rite latin,. 
Conçue par l’architecte Cesar Castellani à la demande de l’abbé Schembri,, l’église est inaugurée le 25 décembre 1861. L’église est construite en bois dans un style néo-renaissance. Elle est par la suite agrandie par Cesar Castellani.
Lorsque la cathédrale de l’Immaculée-Conception de Georgetown est détruite en 1913, l'église du Sacré-Cœur la remplace et devient pro-cathédrale.
Cette église a déjà accueilli Jim Jones mais les responsables de l'église catholique lui interdisent finalement l'accès après avoir découvert que du sang et des parties de poulet étaient utilisés dans les services de guérison,.
Le 25 décembre 2004, l’église est victime d’un incendie intervenu à la suite d’un court-circuit dans la crèche qu’elle accueillait. Après plus de 10 ans de travaux, l’église est rouverte le 6 décembre 2015 à l’occasion d’une messe célébrée par l’abbé Terrence Montrose,.